# 諾德馬克

11世纪的諾德馬克

諾德馬克（德語：Nordmark，發音：[ˈnɔʁtˌmaʁk] ⓘ，意为“北边疆区”）是在965年从广阔的蓋羅邊疆區的分部中创建的边疆区。它最初包括盖罗边疆区的北部三分之一（大致相当于现代勃兰登堡州），并且是从文德人征服地区的领土组织的一部分。983年劳希茨的叛乱推翻了德意志人对该地区的控制，德国人直到12世纪大熊阿尔布莱希德建立勃兰登堡边疆区才重新控制了这片区域。